# Voyages et Aventures
Voyages et Aventures est une collection des Éditions Ferenczi & fils de 1933 à 1941, qui comprenait parfois des textes de science-fiction.
Georges Simenon inaugura la collection sous le pseudonyme de Georges Sim.
La parution était hebdomadaire (jeudi). Jusqu'en 1935, chaque fascicule comprenait 128 pages, puis la pagination fut réduite à 64 pages. Un montage photo illustra d'abord les couvertures jusqu'en 1934, puis ce fut Armengol qui les dessina.

## Liste des parutions
- 1. Le Cercle de la mort par Georges Sim, 1933
- 2. La Madone des cimes par Jean de La Hire
- 3. Les Robinsons italiens par Emilio Salgari, 1933
- 4. Le Navire sans équipage par Xavier Valisse
- 5.  Naufragés au Sahara par Henry de Graffigny
- 6. Le Roi du film par Erik Stanley
- 7. L’Île de la désolation par Christian Brulls, 1933
- 8. Les Drames de la forêt vierge par Jean de La Hire
- 9. Le Continent mystérieux par Félix Léonnec, 1933
- 10. Taches rouges sur pistes blanches par Joë Traveller
- 11. Le Maître de l’effroi par Marcel Priollet
- 12. Le yacht Fantôme par Georges Sim
- 13.  L’Homme rouge par F. Husson
- 14 Le lac des esclaves par Christian Brulls, 1933
- 15. Le Cavalier volant par Jean Bonnery
- 16. À Travers les périls par Jean de La Hire
- 17. Terre de liberté par Henry de Graffigny
- 18. Le Roi des pampas par Eric Stanley
- 19. Le Saut de la mort par Joë Traveller
- 20. La Ville invisible par Jean Bonnery (SF)
- 21. Le Chemin de Santiago par Jean de La Hire
- 22. La Piste tragique par Otwel Binns
- 23. La Caverne mystèrieuse par Henry de Graffigny
- 24. Le Tigre des Andes par Josly-Uhepht
- 25. Le Maître du monde par Jean de La Hire (SF)
- 26. À travers la Pampa par Marcel Vigier, 1933
- 27. La Vallée des hommes gris par H. Debure, 1933
- 28. Sous le masque d’argent par Max-André Dazergues
- 29. La Fille des forêts par Félix Léonnec
- 30. L’Effroyable croisière par Olivier Dalmas
- 31. Le Paris des Bois Sauvages par Georges Sim
- 32. Flossie-mystère par Jean de La Hire
- 33. La Roumia aux cheveux d’or par Félix de Kersaint
- 34. L’Anthropophage aux yeux verts par André Mad
- 35 La Sirène des monts maudits par Paul Maraudy, 1933
- 36. Le Masque de velours par Joachim Renez
- 37. Le Secret de l’immortalité par Félix Léonnec (SF)
- 38. La Couronne arc-en-ciel par Pierre Adam (SF)
- 39. Le Disciple de Gandhi par Yvon Léon
- 40. Les Captives de l’île Crespo par Henry de Graffigny
- 41. Le Corsaire aérien par Max-André Dazergues
- 42. Le Roc mystérieux par Jean de La Hire
- 43. Le Forban de l’île fantôme par Félix Celval
- 44. Le Mystère du mont Chala par Fernand Peyre
- 45. Un étrange raid Paris-New-York par Max-André Dazergues
- 46. L’Homme du tombeau par René Poupon
- 47. La Chasse au Whisky par Christian Brulls
- 48. Miss Ouragan par Félix Léonnec
- 49 Le Secret de la vieille louve par Gustave Gailhard, 1933
- 50. La  Charmeuse de monstres par André Mad (SF ?)
- 51. Un duel sous les mers par René Poupon
- 52. Les Esclaves blancs par Noël de Guy
- 53. Le Talisman et la Prêtresse par Paul Maraudy, 1933
- 54. Au fond des abîmes par Henry de Graffigny (SF)
- 55. Vers la grande aventure par Max-André Dazergues
- 56. Les Assiégés de la brousse par René Poupon
- 57. Dans la ville interdite par Félix Léonnec, 1933
- 58. Les Lotus rouges par Noël de Guy
- 59. Le Monstre du Loch-Ness par Félix Celval
- 60. La Cité fantôme par Gustave Gailhard, 1935
- 61. L’Effrayante Découverte par Julien Lescap (SF ?)
- 62. L'Homme qui a oublié par Marthe Doranne, 1935
- 71. Les Nègres blancs par Paul Maraudy, 1935
- 73. Le Secret du Loch-Ness par H. Debure, 1935
- 75. Les Rois de la Prairie par Guy Vander, 1934
- 76. Un Trésor dans la brousse par Marthe Doranne, 1935
- 82. Perdus dans la brousse par Guy Vander, 1934
- 83. La Fille des sables par Willie Cobb, 1935
- 86. Au royaume des perles  par Marthe Doranne, 1935
- 88. La Montagne qui frémit par H. Debure, 1935
- 96. Le Phare sanglant par H. Debure, 1935
- 104. Perdu dans les glaces  par Marthe Doranne, 1935
- 106. Les Démons des neiges par Willie Cobb, 1935
- 111. Le naufrage du Pélican par Georges Sim
- 112. L'Île engloutie par Pierre Moralie, 1936
- 114. L'Hallucinant voyage par H. Debure, 1935
- 115. Le bateau d'or par Georges Sim, 1935
- 117. La Justice du tigre par Guy Vander, 1935
- 121. La Chasse tragique par Marthe Doranne, 1935
- 125.  Le Duel gigantesque par Paul Maraudy, 1935
- 129. Le Cow-boy inconnu par Willie Cobb, 1936
- 131. Le Secret du paria par Gustave Gailhard, 1936
- 132. Les Gangsters du ciel par H. Debure, 1936
- 138. Le maître du vertige par Max-André Dazergues, 1935
- 140. Drames dans la brousse par Paul Maraudy, 1936
- 151. Le Rayon du néant par Pierre Moralie, 1936
- 159. L'île aux perles noires par Claude Ascain, 1936
- 168. Le Trésor maléfique par H. Deburre, 1936
- 169. Les pirates du désert par Marthe Doranne, 1936
- 174. La Dame des neiges par Gustave Gailhard, 1936
- 177. Les pirates des mers de Chine par Georges Fronval, 1936
- 179. Les Pirates des Kerguelen par Albert Bonneau, 1936
- 183. Le Club des justiciers par Maurice Pérot, 1936
- 184. Le Trésor d'Abd-el-Kader par Willie Cobb, 1936
- 187. L'Erg de la mort par Paul Tossel, 1937
- 199. La Perle du yogi par Albert Bonneau, 1937
- 200. L'Oiseau du pôle par André Michel, 1937
- 207. La Vallée des diamants par Paul Tossel, 1937
- 209. Le Captif mystérieux par Joe Golden
- 211. L'Homme au voile noir par Michel Darry, 1937
- 220. Les Bandits du Grand Nord par Albert Bonneau, 1937
- 226. Le royaume de l'épouvante par Maurice Pérot, 1937
- 234. La Vallée des rubis par Paul Tossel, 1937
- 238. Au pays des hommes-serpents par Joe Golden, 1937
- 239. La Sorcière des Comanches par Albert Bonneau, 1937
- 240. Sur la piste des géants par Léon Frachet, 1937
- 241.  La Guerre aux diamants, par Maurice Pérot, 1937
- 243. Les Périls du Tidjirit par Albert Bonneau, 1937
- 249. Les Explorateurs de l'espace par Maurice Pérot, 1938
- 259. Le Temple d'or des Mayas par Jean Voussac, 1938
- 260. L'Île fantôme par Maurice Limat, 1938
- 265. La Fusée des glaces par Max-André Dazergues
- 269.  Le Testament tragique par Maurice Pérot, 1938
- 272. L'Énigmatique Indien par Pierre Olasso, 1938
- 274. Terre sauvagepar Corentin Goulphar, 1938
- 282. La Tour du silence par Maurice Limat, 1938
- 284. L'Ogre du fleuve bleu par Norbert Sevestre, 1938
- 287. Le Lac des mirages par Gustave Gailhard, 1938
- 290.  La Vallée du lépreux par Paul Maraudy, 1938
- 293. Les Naufragés de la Voie lactée par Maurice Lionel
- 294. Un soir à New-York par Willie Cobb, 1939
- 296. Sambor le légionnaire par Jean Voussac, 1939
- 300. La Cité des réprouvés par Maurice Pérot
- 305. Les Extraordinaires exploits de Bass Munter par Albert Bonneau, 1939
- 306. Le royaume des épaves par René Duchesne, 1939
- 311. Sous la botte du conquérant par Maurice Pérot, 1939
- 312. La Dernière Inca par Michel Darry, 1939
- 317. Les écumeurs de grèves par Albert Bonneau
- 318. La Hyène fantôme par Gilles Hersay
- 324. La Fille de la légion par Robert Jean-Boulan, 1939
- 328. Le Corsaire au turban d'or par Jean Voussac, 1939
- 332. L'Avion de La Paz par Marcellus, 1939
- 343. Les Fauves à face humaine par Jean Voussac, 1940
- 345. La Reine de l'Amazone par L. Frachet, 1940
- 346. Le Dieu vivant par André Michel, 1940
- 349. L'Océan de lumière par Jean d'Yvelise, 1940
- 350. Le Village des têtes coupées par M. A. Dazergues
- 355. Le Roi du Gang par R. Jean-Boulan
- 366. L'Oubliette de glace par Jean Voussac, 1941
- 375. Le Fantôme de la steppe par Marcellus, 1941